# Беспалова, Марина Павловна
Марина Павловна Беспалова (род. 26 июля 1963 года, Верхняя Тишанка Таловского района, Воронежской области) — депутат Государственной Думы седьмого созыва, член Комитета ГД по бюджету и налогам, позднее член Комитета по государственному строительству и законодательству, член фракции «Единая Россия».

## Биография
Трудовую деятельность начала в 1981 году в системе управления торговли Ульяновского облисполкома.
С 1992 года по 1995 год Беспалова Марина — начальник отдела торговли, общественного питания и сферы бытовых услуг мэрии Ульяновска.
С 1995 года по 1997 год — директор муниципального предприятия Ульяновска.
С 1997 года по 2002 год- заместитель генерального директора ОАО «Ульяновскхлебпром».
В Ульяновской городской Думе II созыва работала первым заместителем председателя, возглавляла комитет по бюджету, экономической политике и муниципальной собственности. Автор городских программ по поддержке женщин, работников бюджетной сферы, инвалидов, пенсионеров, защиты материнства и детства.
С 2005 года — председатель Совета муниципальных образований Ульяновской области.
С 2007 года — проректор Ульяновского государственного университета. Глава города Ульяновск в 2011—2015 годах.
В 2010 году в Пензенском государственном университете защитила диссертацию на тему «Конституционно-правовые основы местного самоуправления в Российской Федерации: тенденции и перспективы развития», получив ученую степень — Кандидат юридических наук.
1 октября 2015 года на заседании Ульяновской Городской Думы V созыва за Беспалову проголосовали только 7 депутатов и она сложила с себя полномочия Главы города.
18 сентября 2016 года избрана депутатом Государственной Думы РФ в составе федерального партийного списка Единой России.
В 2018 году депутатом в Государственной Думе проголосовала за повышение пенсионного возраста.
С 26 сентября 2018 года полномочный представитель Госдумы РФ в Конституционном суде.

## Законотворческая деятельность
С 2016 по 2019 год, в течение исполнения полномочий депутата Государственной Думы VII созыва, выступила соавтором 88 законодательных инициатив и поправок к проектам федеральных законов.